# Клён дланевидный
Клён дланевидный, или Клён пальчатый (лат. Acer palmatum, яп. いろは 紅葉 или いろはもみじ) — вид деревьев рода Клён (Acer) семейства Сапиндовые (Sapindaceae) (по другим классификациям, Клёновые (Aceraceae)). Естественно произрастает в Японии, Корее и Китае. Выведено большое количество культиваров этого клёна, которые выращиваются также в различных частях света из-за привлекательной формы и цвета листьев. Пользуются большим спросом и имеют довольно высокую цену для деревьев своего размера.

## Описание

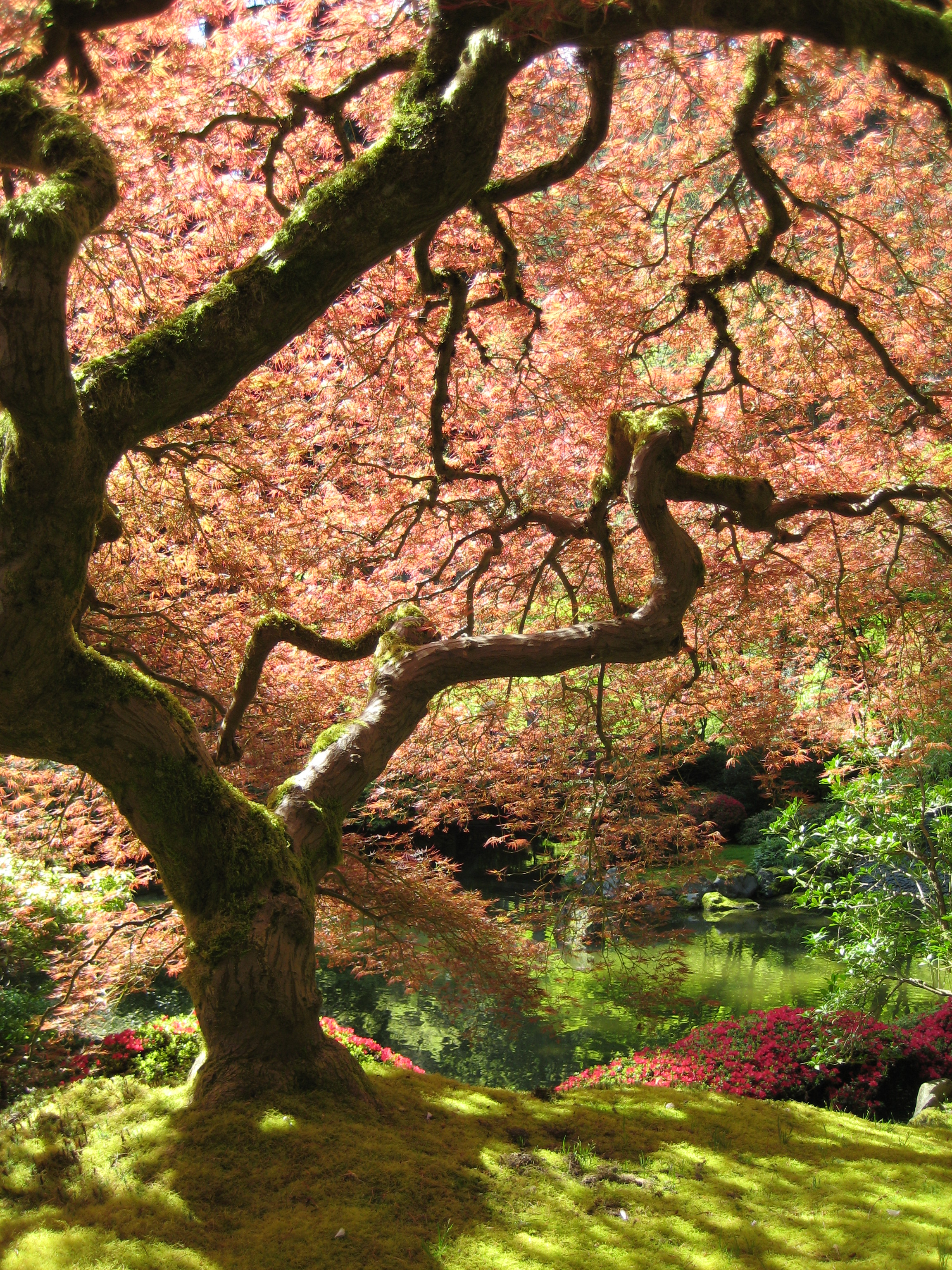
Клён дланевидный в портлендском Японском саду

Листопадный кустарник или деревце, достигающее 6—10 метров в высоту, изредка до 16 метров, часто растёт в подлеске под густым пологом леса. Имеет несколько стволов, соединяющихся возле земли. Форма кроны шарообразная (особенно в молодости) или шатрообразная, обычно у более зрелых растений. Листья длиной и шириной 4—12 см, пальчатой формы с пятью, семью или девятью заострёнными лопастями. Цветы собраны в маленькие соцветия, каждый цветок имеет пять красных или пурпурных чашелистиков и пять беловатых лепестков. Плод — крылатка, 2—3 см в длину с семечком 6—8 мм. Чтобы прорасти, семена клёна дланевидного, как и похожих видов, нуждаются в стратификации.
Уже в природе этот клён проявляет значительную изменчивость. По существу, даже сеянцы от одного и того же родительского дерева могут демонстрировать различия таких свойств как размер, форма и цвет листьев.
Признано три подвида:
- Acer palmatum subsp. palmatum. Маленькие листья, шириной 4—7 см, с пятью или семью лопастями и двупильчатым краем; крылатки семян 10—15 мм. Распространён в низинах в центральной и южной Японии (исключая Хоккайдо) и в Корее.
- Acer palmatum subsp. amoenum (Carrière) H.Hara. Листья шириной 6—12 см, с семью или девятью лопастями и пильчатым краем; крылатки семян 20—25 мм. Распространён в горах Японии и Кореи.
- Acer palmatum subsp. matsumurae Koidz. Листья шириной 6—12 см, с семью (реже пять или девять) лопастями и двупильчатым краем; крылатки семян 15—25 мм. Распространён в горах по всей Японии.

## Классификация

### Таксономия
Вид Клён дланевидный входит в род Клён (Acer) семейства Сапиндовые (Sapindaceae).
|  |                                      |  |                                                       |                                                       |                      |  | ещё 8 семейств (согласно Системе APG II) | ещё 8 семейств (согласно Системе APG II) |                      |  |  |  | ещё более 100 видов |
|  |                                      |  |                                                       |                                                       |                      |  | ещё 8 семейств (согласно Системе APG II) | ещё 8 семейств (согласно Системе APG II) |                      |  |  |  | ещё более 100 видов |
|  |                                      |  |                                                       | порядок Сапиндоцветные                                |                      |  |                                          |                                          | род Клён             |  |  |  |                     |
|  |                                      |  |                                                       | порядок Сапиндоцветные                                |                      |  |                                          |                                          | род Клён             |  |  |  |                     |
|  | отдел Цветковые, или Покрытосеменные |  |                                                       |                                                       | семейство Сапиндовые |  |                                          |                                          | вид Клён дланевидный |  |  |  |                     |
|  | отдел Цветковые, или Покрытосеменные |  |                                                       |                                                       | семейство Сапиндовые |  |                                          |                                          |                      |  |  |  |                     |
|  |                                      |  | ещё 44 порядка цветковых растений (по Системе APG II) | ещё 44 порядка цветковых растений (по Системе APG II) |                      |  |                                          | ещё 140—150 родов                        | ещё 140—150 родов    |  |  |  |                     |
|  |                                      |  |                                                       | ещё 44 порядка цветковых растений (по Системе APG II) |                      |  |                                          |                                          | ещё 140—150 родов    |  |  |  |                     |

### Синонимы
По данным The Plant List Архивная копия от 23 мая 2019 на Wayback Machine.
- Acer amoenum Carrière
- Acer decompositum Dippel
- Acer dissectum Thunb.
- Acer formosum Carrière
- Acer friederici-guillelmii Carr
- Acer incisum Dippel
- Acer jucundum Carrière
- Acer ornatum Carrière
- Acer palmatum f. albomarginatum G.Nicholson
- Acer palmatum f. albovariegatum Pax
- Acer palmatum var. amoenum (Carrière) Ohwi
- Acer palmatum f. argenteomarginatum Pax
- Acer palmatum f. atrolineare Schwer.
- Acer palmatum f. atropurpureum (Van Houtte) G.Nicholson
- Acer palmatum f. aureum G.Nicholson
- Acer palmatum f. bicolor G.Nicholson
- Acer palmatum f. brevilobum Schwer.
- Acer palmatum f. caudatum Schwer.
- Acer palmatum var. crispum André
- Acer palmatum f. crispum (André) G.Nicholson
- Acer palmatum f. cuneatum Schwer.
- Acer palmatum var. dissectum (Thunb.) Miq.
- Acer palmatum f. elegans G.Nicholson
- Acer palmatum f. elegans-purpureum G.Nicholson
- Acer palmatum f. flavescens G.Nicholson
- Acer palmatum f. friederici-guillelmii (Carr) Schwer.
- Acer palmatum f. hessei Schwer.
- Acer palmatum f. laciniatum Schwer.
- Acer palmatum f. latifolium-atropurpureum G.Nicholson
- Acer palmatum f. latilobum (Koidz.) Ohwi
- Acer palmatum f. lineare Schwer.
- Acer palmatum var. linearilobum Miq.
- Acer palmatum f. linearilobum (Miq.) G.Nicholson
- Acer palmatum var. linearilobum Siebold & Zucc.
- Acer palmatum f. linearilobum-atropurpureum G.Nicholson
- Acer palmatum f. lobatum G.Nicholson
- Acer palmatum f. luteoflorum A.E.Murray
- Acer palmatum f. minor G.Nicholson
- Acer palmatum var. multifidum K.Koch
- Acer palmatum f. nicholsonii Schwer.
- Acer palmatum var. ornatum (Carrière) André
- Acer palmatum f. ornatum (Carrière) G.Nicholson
- Acer palmatum var. palmatum
- Acer palmatum f. polychromum Pax
- Acer palmatum f. reticulatum (André) G.Nicholson
- Acer palmatum f. rhodoneurum Pax
- Acer palmatum f. rhodophyllum Pax
- Acer palmatum f. roseomarginatum (Van Houtte) G.Nicholson
- Acer palmatum f. rubellum Pax
- Acer palmatum f. rubrolatifolium Schwer.
- Acer palmatum f. rubrum Schwer.
- Acer palmatum f. rufinerve Schwer.
- Acer palmatum f. sanguineum G.Nicholson
- Acer palmatum f. scolopendrifolium Schwer. & Hesse
- Acer palmatum f. sessilifolium (Siebold & Zucc.) G.Nicholson
- Acer palmatum var. sessilifolium (Siebold & Zucc.) Maxim.
- Acer palmatum f. sinuatum Schwer.
- Acer palmatum var. subtrilobum K.Koch
- Acer palmatum f. tricolor G.Nicholson
- Acer palmatum f. van-houttei Schwer.
- Acer palmatum f. variegatum G.Nicholson
- Acer palmatum f. versicolor (Van Houtte) Schwer.
- Acer palmatum f. volubile Schwer.
- Acer pinnatifidum Dippel
- Acer polymorphum Siebold & Zucc. [Illegitimate]
- Acer polymorphum f. atropurpureum Van Houtte
- Acer polymorphum var. palmatum (Thunb.) K.Koch
- Acer polymorphum f. roseomarginatum Van Houtte
- Acer polymorphum f. versicolor Van Houtte
- Acer pulverulentum Dippel
- Acer ribesifolium Dippel
- Acer roseomarginatum (Van Houtte) Koidz.
- Acer sanguineum Carrière [Illegitimate]
- Acer sanguineum var. amoenum (Carrière) Koidz.
- Acer septemlobum Thunb.
- Acer sessilifolium Siebold & Zucc.

## Культивирование и использование

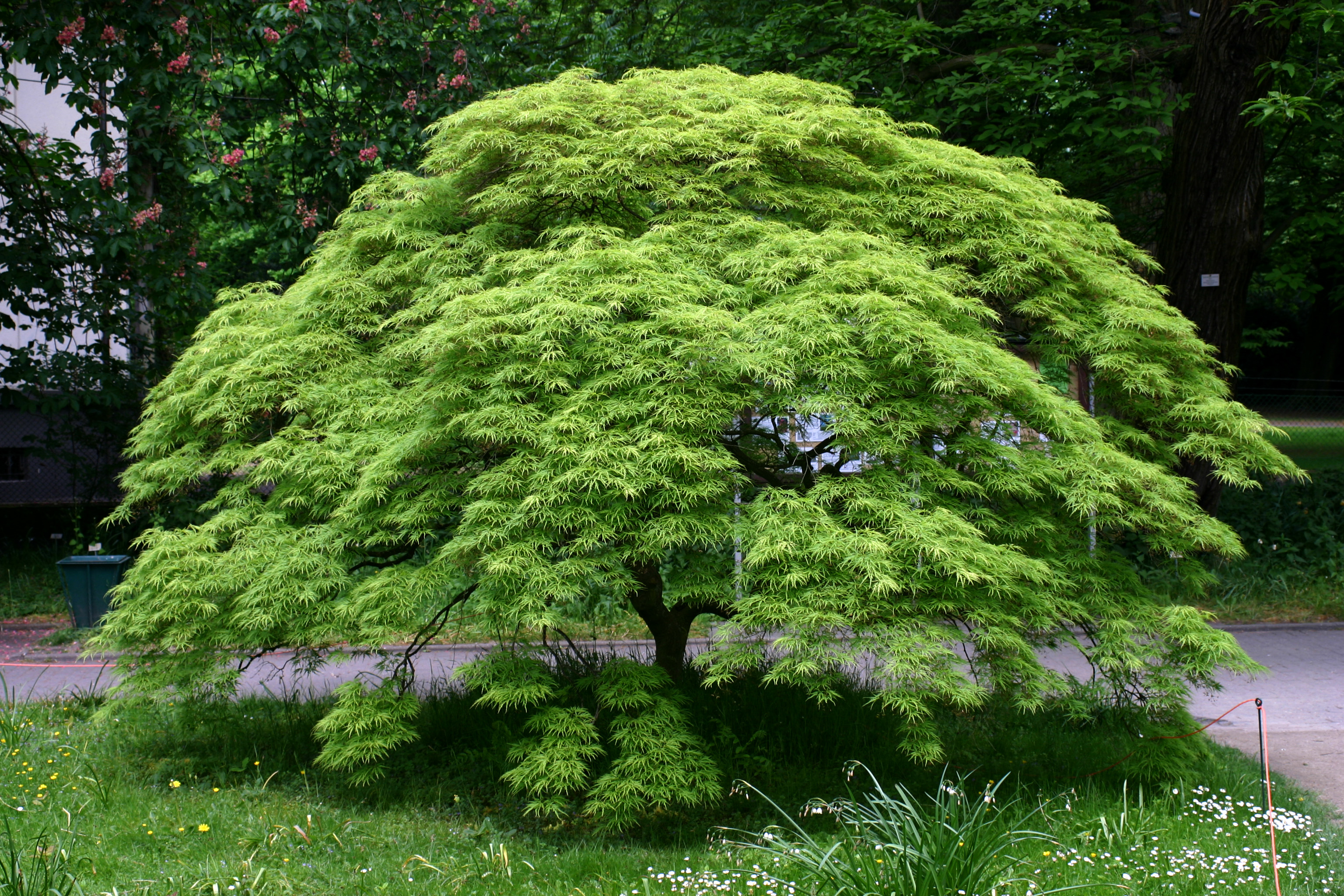
Клён с шатровидной кроной

Дланевидный клён выращивался по всему миру в районах с умеренным климатом начиная с 1800-х годов и столетиями культивировался в Японии.
В России культивирование осложняется отличиями почвенно-климатических условий и экологических особенностей вида. Ритм развития растений, выработавшийся на родине, не совпадает с годовой климатической ритмикой в зоне их культивирования. Плохо переносит засушливые периоды. Морозостойкость до –17,8…–20,5°С. В молодости растения чувствительны к морозам, с возрастом морозостойкость повышается. Формы и сорта лучше переносят резкие перепады температур, чем видовые растения. В Санкт-Петербурге, в парке Ботанического сада Петра Великого БИН РАН многократно вымерзал, в настоящее время отмечается плодоношение.
История красного японского клёна
Когда шведский ботаник Карл Тунберг путешествовал в Японию в конце XVIII столетия, он сделал рисунки маленького дерева, которое со временем стало синонимом высокого искусства восточного садоводства. Первый экземпляр прибыл в Англию в 1820 году и был назван Acer palmatum по напоминающей руку форме его листьев. Для японцев это вряд ли стало сюрпризом, так как по-японски эта группа клёнов называется словами каэдэ и момидзи, что значит, соответственно, «лягушачья лапка» и «ладошка».
Японские селекционеры столетиями выводили сорта клёнов, растущих в этой стране и в соседних Корее и Китае. В наши дни на рынке представлены сотни сортов Клёна дланевидного, из которых одним из самых популярных является Acer palmatum 'Atropurpureum' («тёмно-пурпурный»).
Современность
Многие сорта доступны на рынке и представляют собой ходовой товар в садоводческих центрах и других магазинах в Европе и Северной Америке. Краснолистные сорта наиболее популярны, далее следуют каскадные кустовые зеленолистные формы с глубоко рассечёнными листьями. Также популярен как дерево для бонсай, использовался в этом качестве в течение всей истории развития этого искусства.

### Условия роста

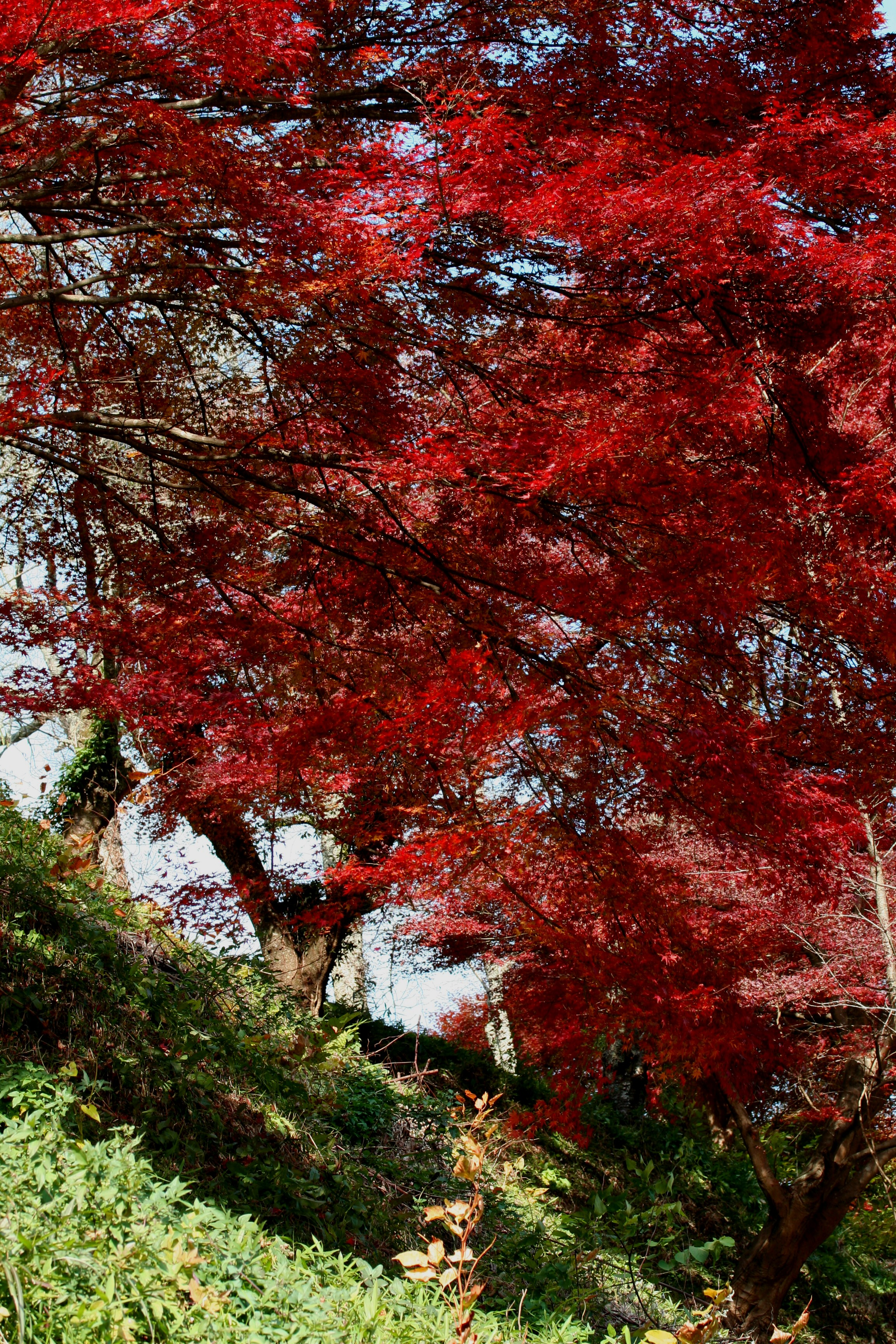
Осенние клёны в Нара, Япония

Клён дланевидный имеет сотни культурных разновидностей с бесчисленным количеством форм, цветов, типов листьев, размеров и условий возделывания. Высота взрослого растения может достигать от 0,5 до 25 м, в зависимости от сорта. Некоторые выносят солнечное местоположение, другие предпочитают тень. Почти все легко приспосабливаются и прекрасно сочетаются с другими растениями. Эти деревья применимы для оград и декоративных дорожек, так как их корневая система компактна и не разрастается. Предпочитают рыхлую почву. Не переудобренные деревья растут сильнее. Многие разновидности Acer palmatum успешно выращиваются в контейнерах.

### Советы по обрезке клёна дланевидного
Если места для роста дерева достаточно, то обрезка не нужна, за исключением удаления отмерших ветвей. Если места мало или требуется особая форма дерева, то при обрезке можно следовать следующим принципам.
Некоторые предпочитают формировать эти деревья искусственно или прореживать внутренние ветви, чтобы были лучше видны изящные главные ветви, особенно зимой. Если необходимо обрезать дерево клёна дланевидного:
1. Формовка или коррекция начинается после укоренения. Обычно это 2-3 года после пересадки.
2. Обрезка крупных сучьев делается в период покоя. Мелкие веточки обрезаются после того, как листья полностью распустились и до того, как началось сокодвижение для следующего прироста.
3. Ветви лучше обрезать, когда они ещё малы.
4. Крупные ветви срезаются вровень с наростами коры вокруг ветви. Мелкие веточки обрезаются сразу за парой почек.
5. Места срезов не обрабатываются краской или варом, им дают высохнуть естественным образом.

### Сорта
Существует свыше 1000 сортов с различными свойствами, их размножение производится обычно без семян, черенкованием, различными видами прививки, тканевыми культурами. Многие из этих сортов культивируются только в Японии или были утрачены, но каждое десятилетие возникают новые. Культивары отбираются по фенотипическим признакам, таким как размер, форма, цвет листьев, текстура и цвет коры, форма роста. Некоторые сорта это сильные деревья, крупнее, более зимостойкие и жизнеспособные, чем обычно свойственно этому виду. Часть сортов представляет собой кусты, редко достигающие более 0,5 м в высоту, другие, очень нежные, обычно выращиваются в горшках и редко бывают более 30 см высотой. Существуют особо корявые или карликовые сорта, выращенные из скоплений мелких веток, называемых «ведьмины мётлы», но большинство выведено черенкованием от мутировавших растений и/или селектированы в течение многих поколений.
В Японии иромомидзи применяется в садах как декоративное дерево, дающее летом нежную тень возле дома и чудесную расцветку осенью. Многие сорта обладают качествами, которые привлекают внимание в течение различных сезонов, такими как цвет молодых или зрелых листьев, выдающаяся осенняя раскраска, цвет и форма плодов или даже кора, которая сильно светлеет зимой. Многие сорта трудноотличимы от других. Иногда одинаковые сорта имеют различные названия, порой разные сорта выступают под одним именем.

#### Примеры сортов

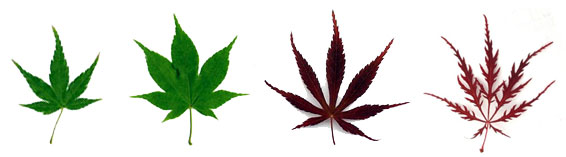
Примеры разновидностей листьев разных сортов дланевидного клёна

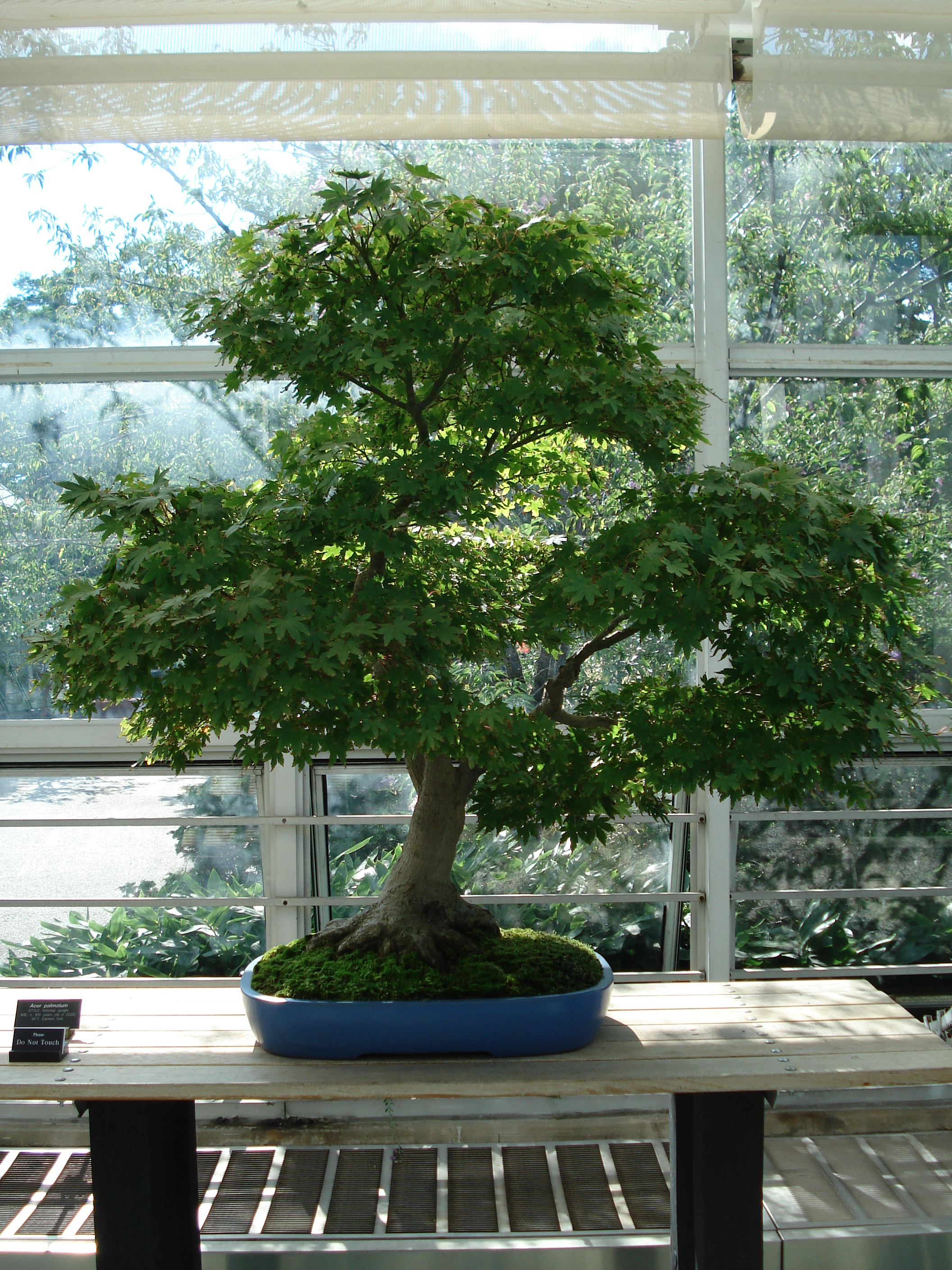
112-летний бонсай, из Бруклинского ботанического сада

Некоторые из примечательных или популярных сортов с кратким описанием свойств, которые проявляются как минимум в течение одного сезона, включая следующий:
- 'Aка сигитацу сава' ('Aka shigitatsu sawa'), розовато-белые листья с зелёными сосудами
- 'Ао ба ё' ('Ao ba jo') — карлик с бронзово-зелёной листвой летом
- 'Atropurpureum' — винно-красного цвета, включая молодые побеги
- 'Bloodgood' — улучшенный сорт 'Atropurpureum'
- 'Butterfly' — маленькие листья с белой каймой
- 'Dissectum' — кружевные листья, ниспадающий габитус
- 'Golden Pond' — зеленовато-жёлтая листва летом
- 'Госики кото химэ' ('Goshiki koto hime') — изысканный карликовый изменчивый сорт
- 'Хигаса яма' ('Higasa yama') — складчатые листья с жёлтыми прожилками
- 'Hupp’s Dwarf' — маленький плотный куст с миниатюрными листьями
- 'Иссаи нисики кавазу' ('Issai nishiki kawazu') — очень грубая жёсткая кора
- 'Кагири нисики' ('Kagiri nishiki') — похож на 'Butterfly', но с более розовой листвой
- 'Карасу гава' ('Karasu gawa') — медленнорастущий сорт с блестящей розовой и белой листвой
- 'Кацура' ('Katsura') — жёлто-зелёные листья с оранжевыми кончиками
- 'Кото но ито' ('Koto no ito') — светло-зелёные нитеподобные листья
- 'Little Princess' — карлик неправильной формы с редкими ветвями
- 'Mama' — кустоподобный карлик с сильно изменчивой листвой
- 'Масу мурасаки' ('Masu murasaki') — невысокое деревце с пурпурными листьями
- 'Мидзу кугури' ('Mizu kuguri') — новый прирост с оранжевым оттенком, очень широкая крона
- 'Нисики гава' ('Nishiki gawa') — кора, напоминающая сосновую, подходит для бонсай
- 'Номура нисики' ('Nomura nishiki') — тёмно-красная кружевная листва
- 'Одзиси' ('Ojishi') — маленький карлик, годовой прирост несколько сантиметров
- 'Осаказуки' ('Osakazuki') — древовидный куст с яркой осенней раскраской
- 'Peaches and Cream' — похож на 'Ака сигитацу сава'
- 'Pink Filigree' — тонко иссечённая коричневато-розовая листва
- 'Red Filigree Lace' — изысканная тонко иссечённая тёмно-красная листва
- 'Санго каку' ('Sango kaku') — «клён с коралловой корой» с розовато-красной корой
- 'Сейрю' ('Seiryu') — зелёный древовидный куст с тонко-иссечённой листвой
- 'Сикагэ ори нисики' ('Shikage ori nishiki') — куст в форме вазы с тусклой пурпурной листвой
- 'Skeeter’s Broom' — получен из «ведьминой метлы» от 'Bloodgood'
- 'Тамукэяма' ('Tamukeyama') — тонко иссечённая тёмно-красная листва, ниспадающая крона
- 'Tropenburg' — стройный, пряморастущий, выдающиеся лопасти пурпурных листьев
- 'Цума гаки' ('Tsuma gaki') — жёлтые листья с красновато-пурпурными краями
- 'Юба э' ('Yuba e') — стройное дерево с алой раскраской

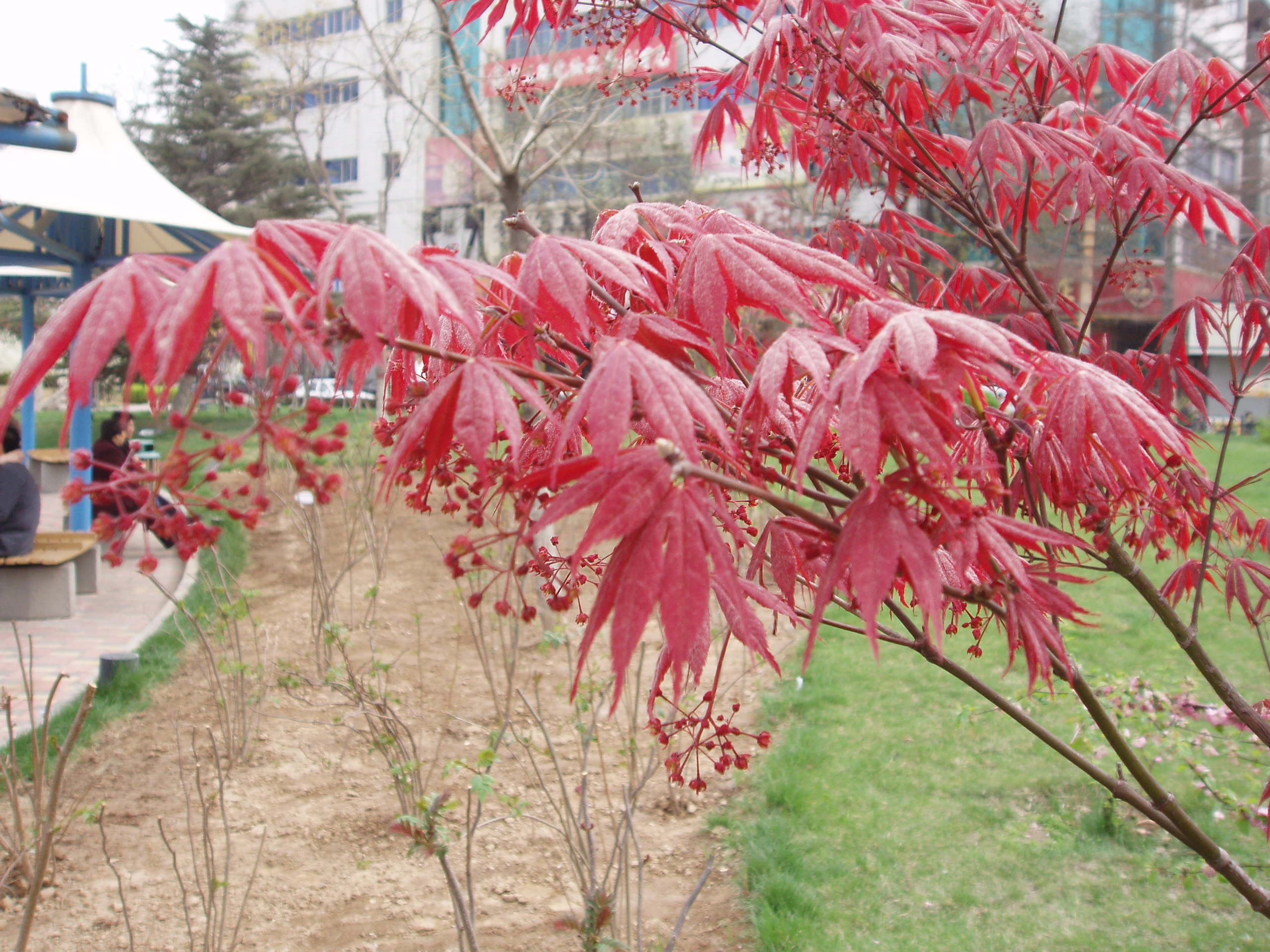
Краснолистные растения, такие как это, продаются под названиями 'Atropurpureum' и 'Bloodgood'

В дополнение к сортам, перечисленным выше, многие были естественно отобраны с течением времени, так как сеянцы часто напоминают своих родителей. Зачастую они продаются под теми же названиями, что сорта или даже являются привитыми растениями, поэтому существуют трудности при их определении. Вообще, большая часть тёмно-красных разновидностей дланевидного клёна продаётся под названиями «Atropurpureum» и «Bloodgood». Клёны с изысканной кружевной листвой часто фигурируют на рынке под такими названиями как «Dissectum», «Filigree» и «Laceleaf».

### Похожие виды
Термин «японский клён» часто используется для описания других видов из секции Palmata, которые схожи с A. palmatum и произрастают в Китае, Корее или Японии, включая следующие:
- Acer duplicatoserratum (syn. A. palmatum var. pubescens Li)
- Acer japonicum — Клён японский
- Acer pseudosieboldianum — Клён ложнозибольдов, корейский клён
- Acer shirasawanum — Клён Ширасавы
- Acer sieboldianum — Клён Зибольда

Принимая во внимание, что все эти клёны весьма изменчивы фенотипически и могут образовывать гибриды друг с другом, их различение может быть затруднительным. При коммерческом размножении A. palmatum часто используется в качестве подвоя для этих видов клёнов.

## Галерея

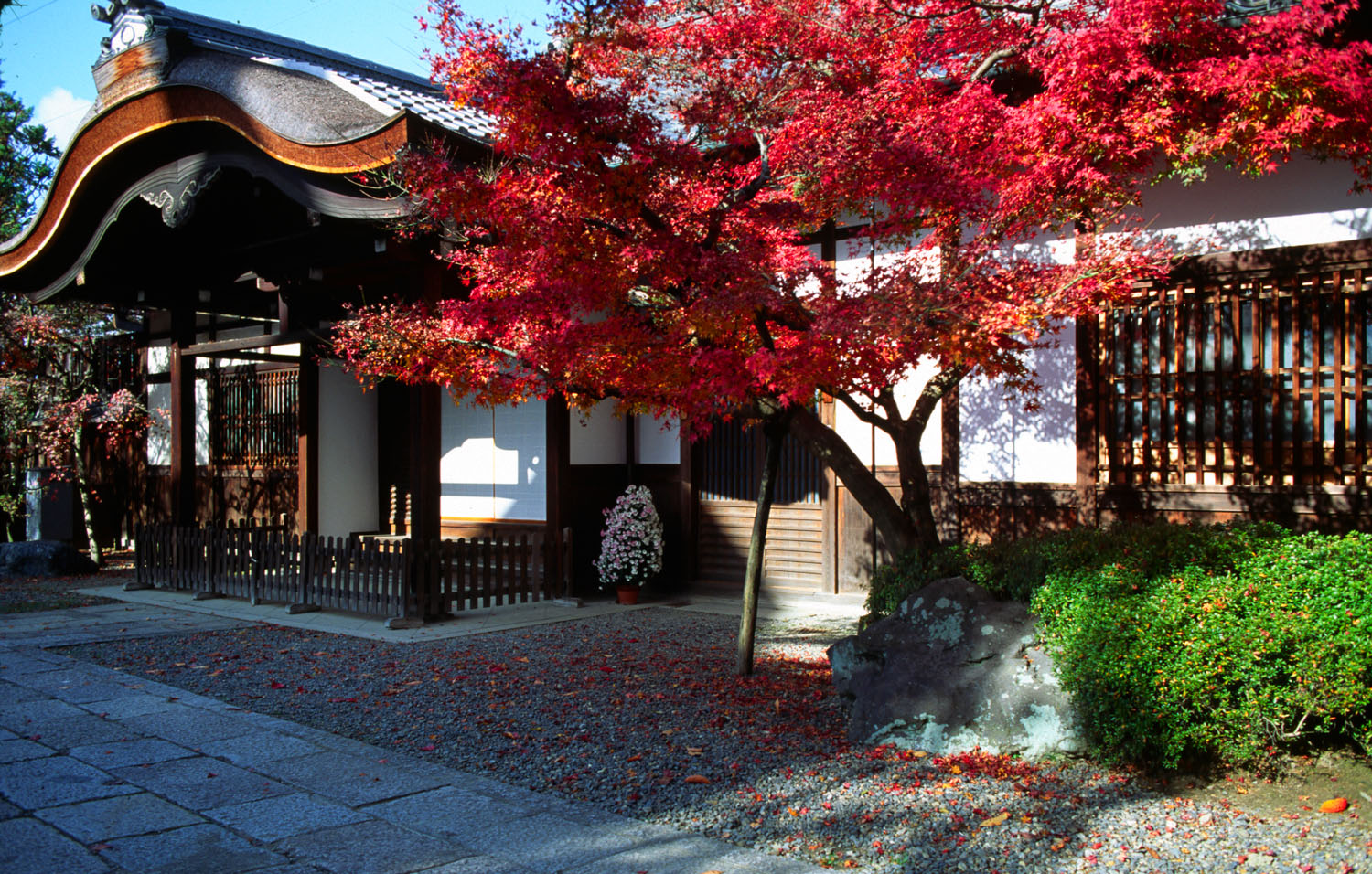
Момидзи (A. palmatum) в осенней раскраске, Киото, Япония
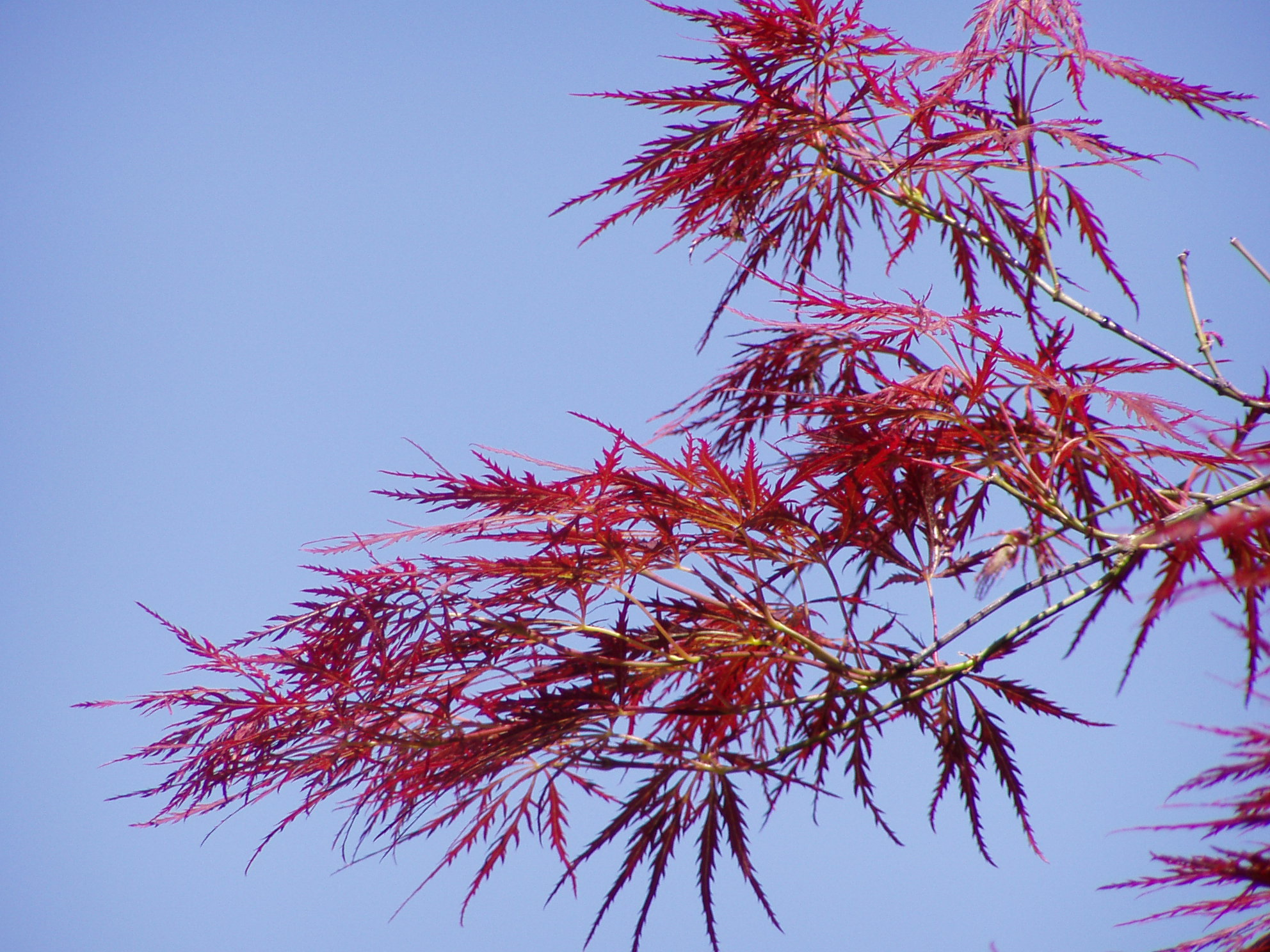
Красный рассечённолистный  A. palmatum
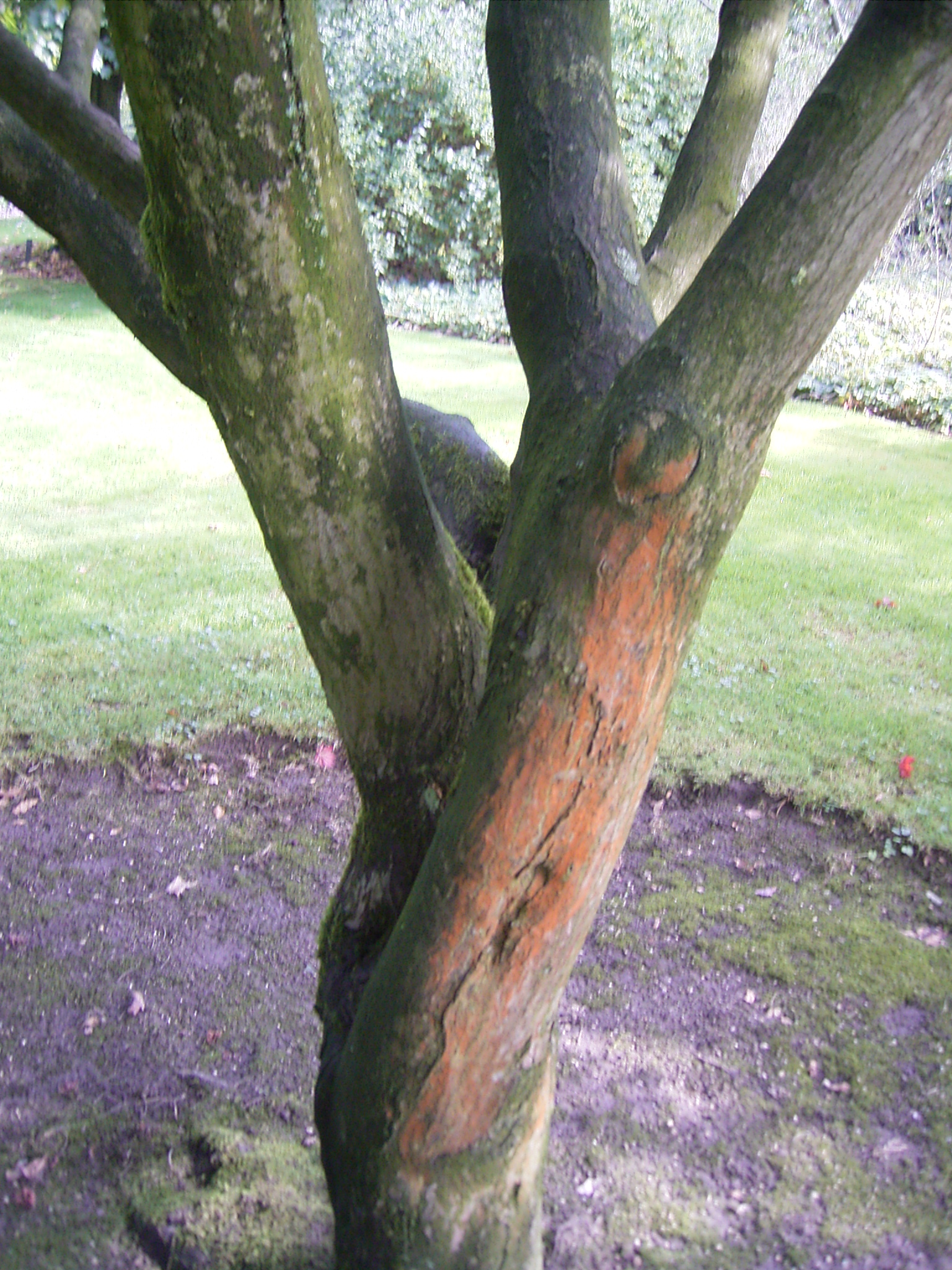
Ствол сорта 'Осаказуки'
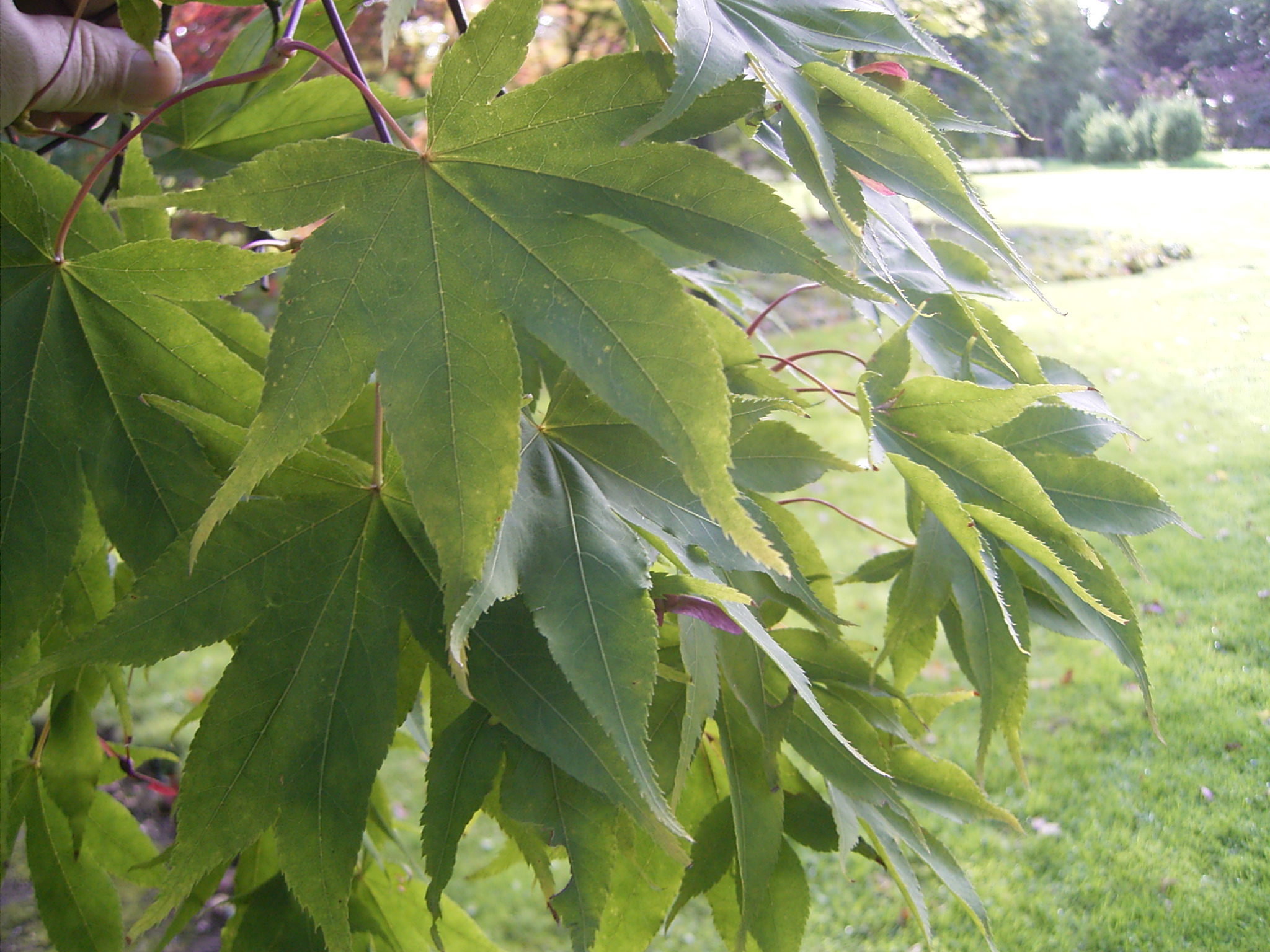
Листва сорта 'Осаказуки'
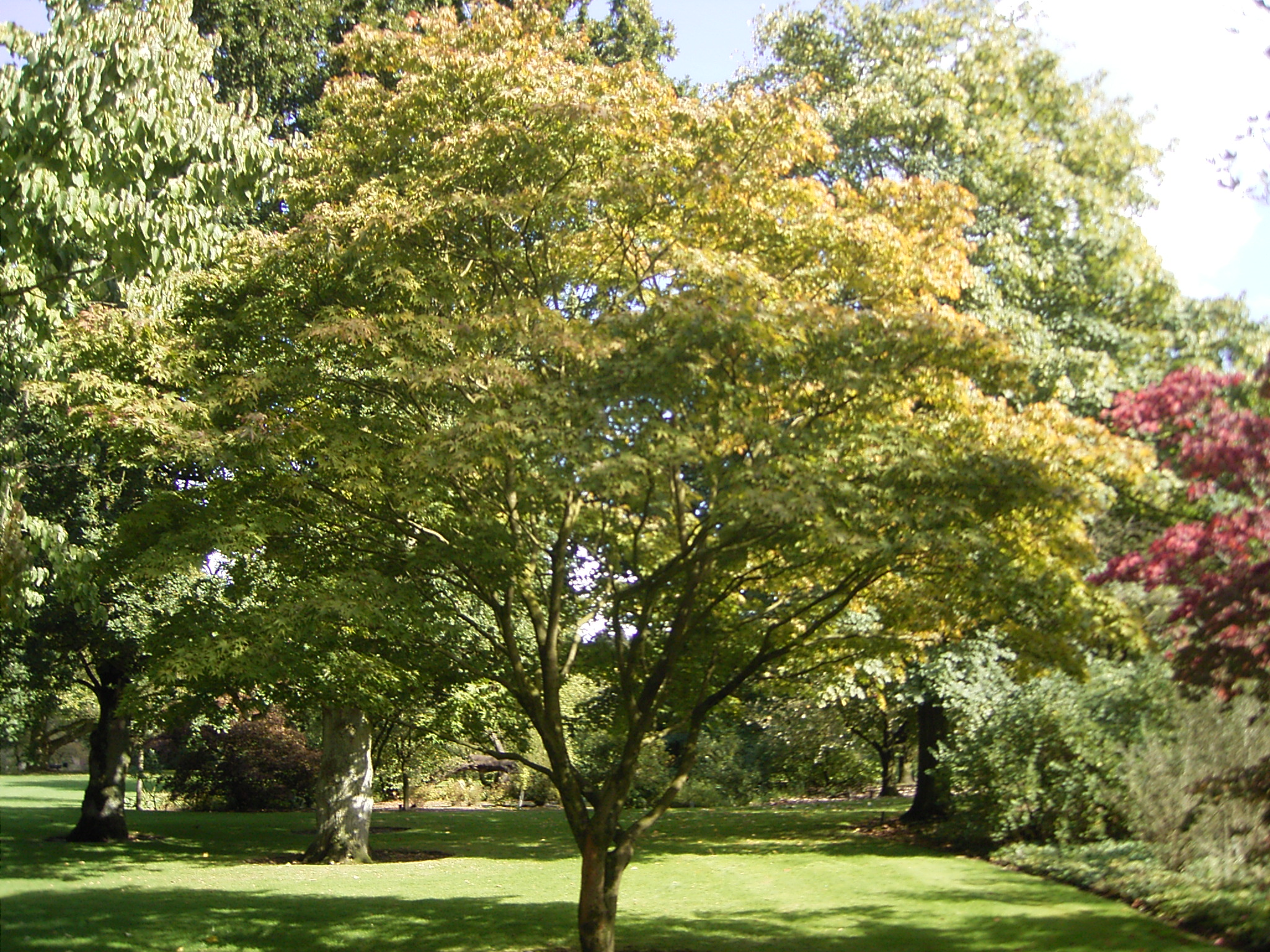
Общий вид сорта 'Осаказуки'
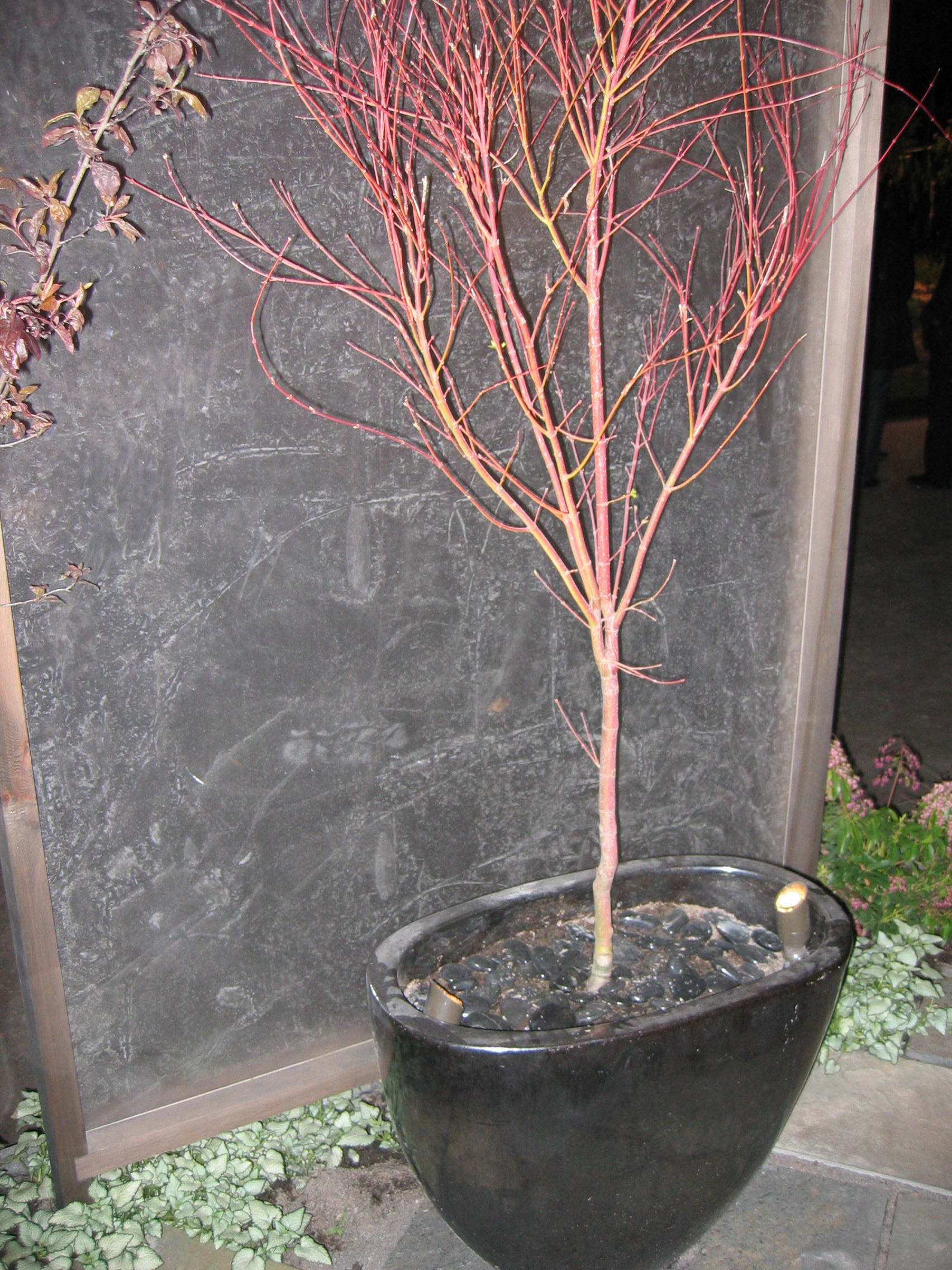
A. palmatum 'Санго каку', «кораллокорый клён» зимой
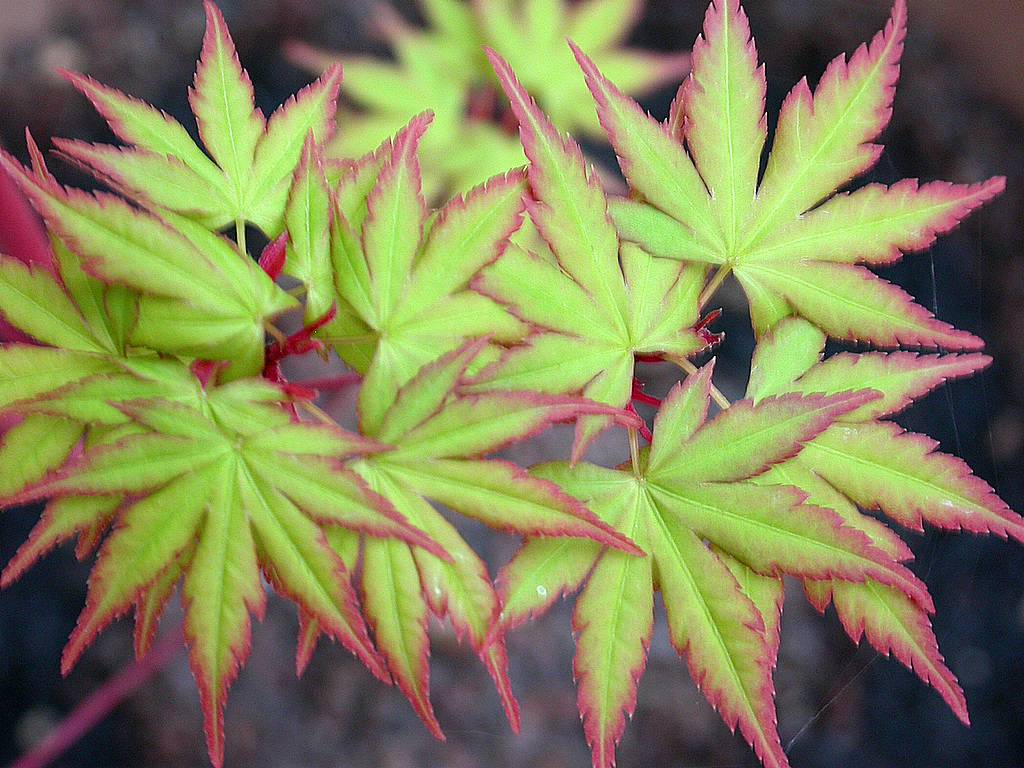
Новые листья 'Санго каку'
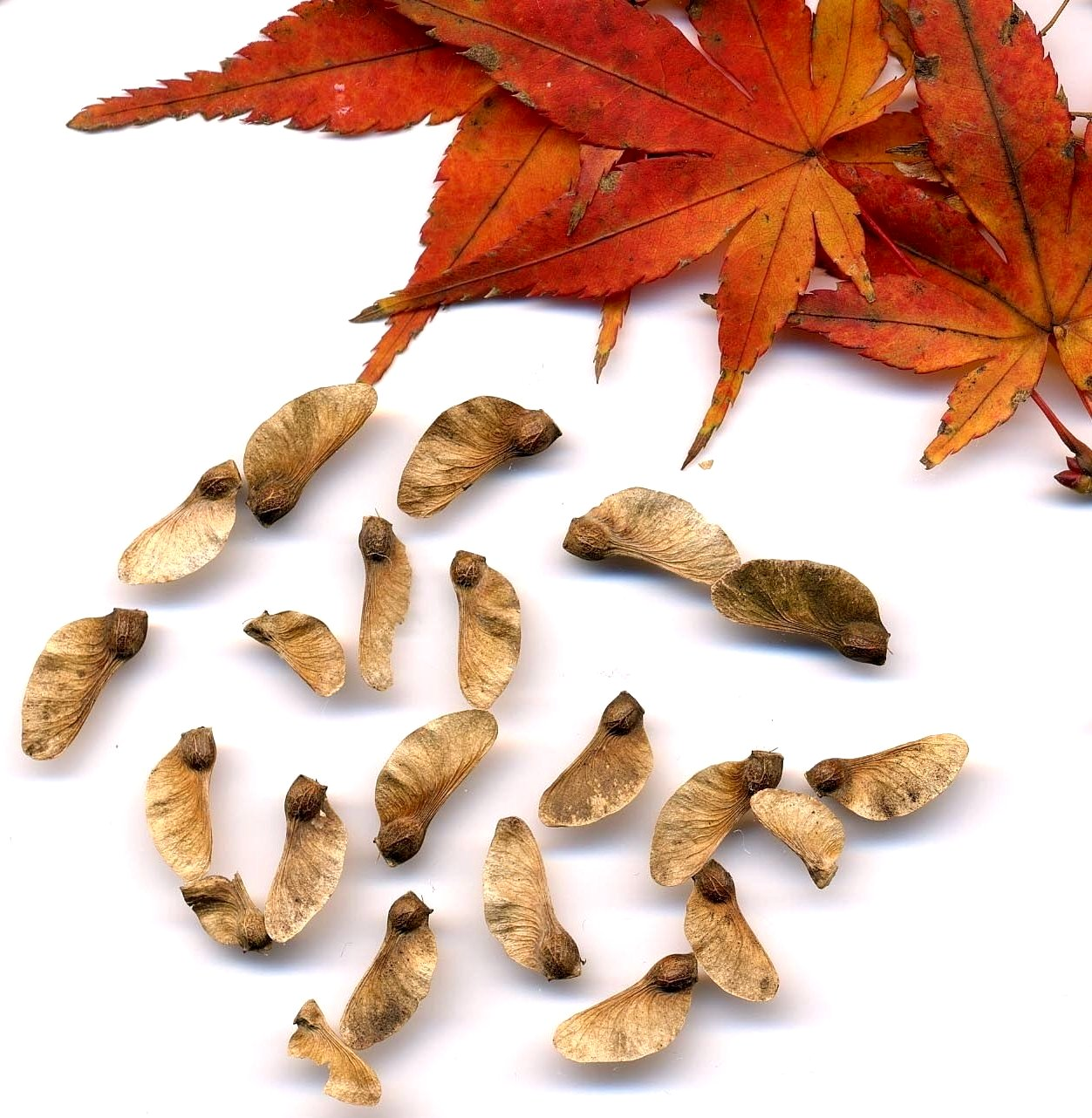
Крылатки и листья A. palmatum
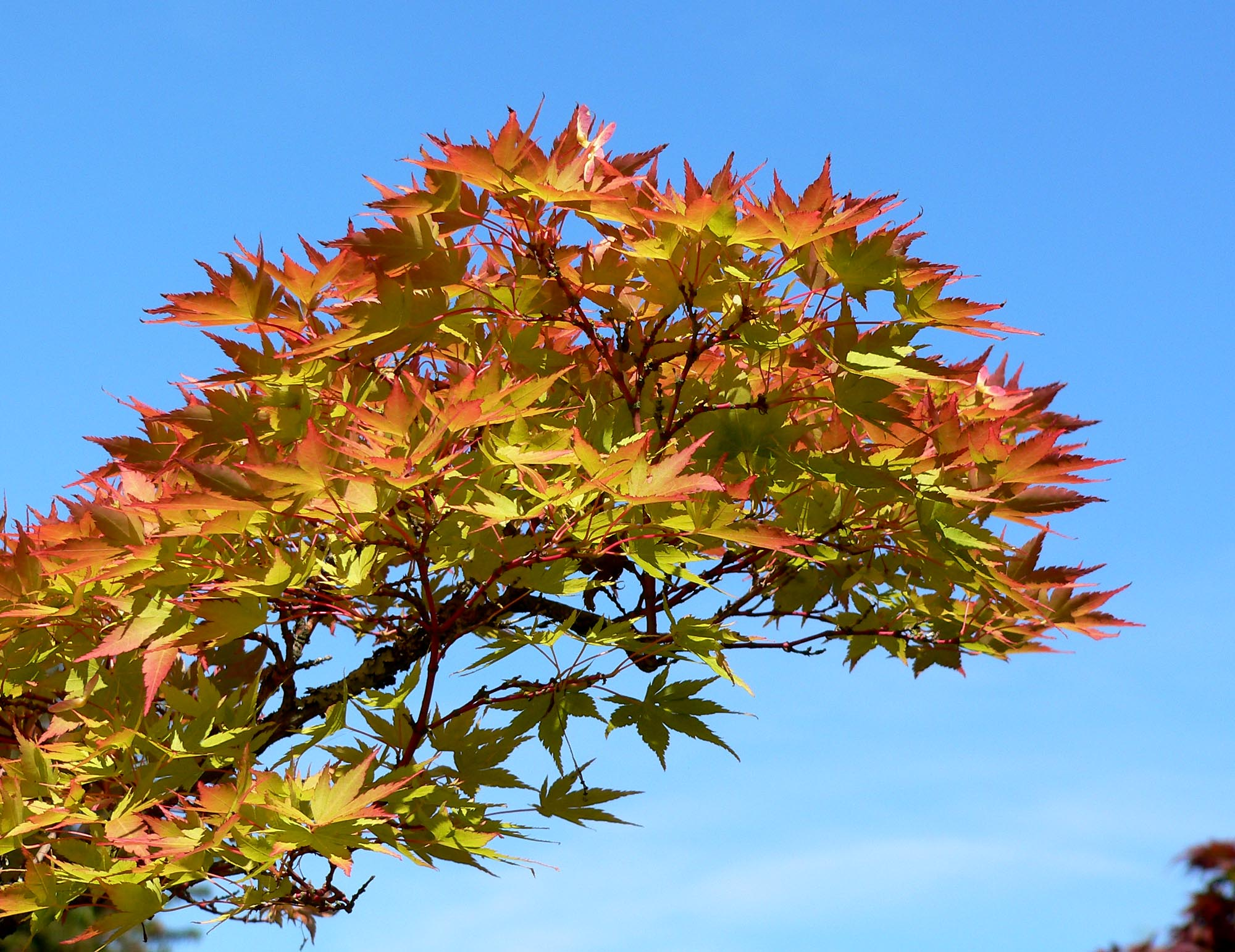
'Сигитацу сава'
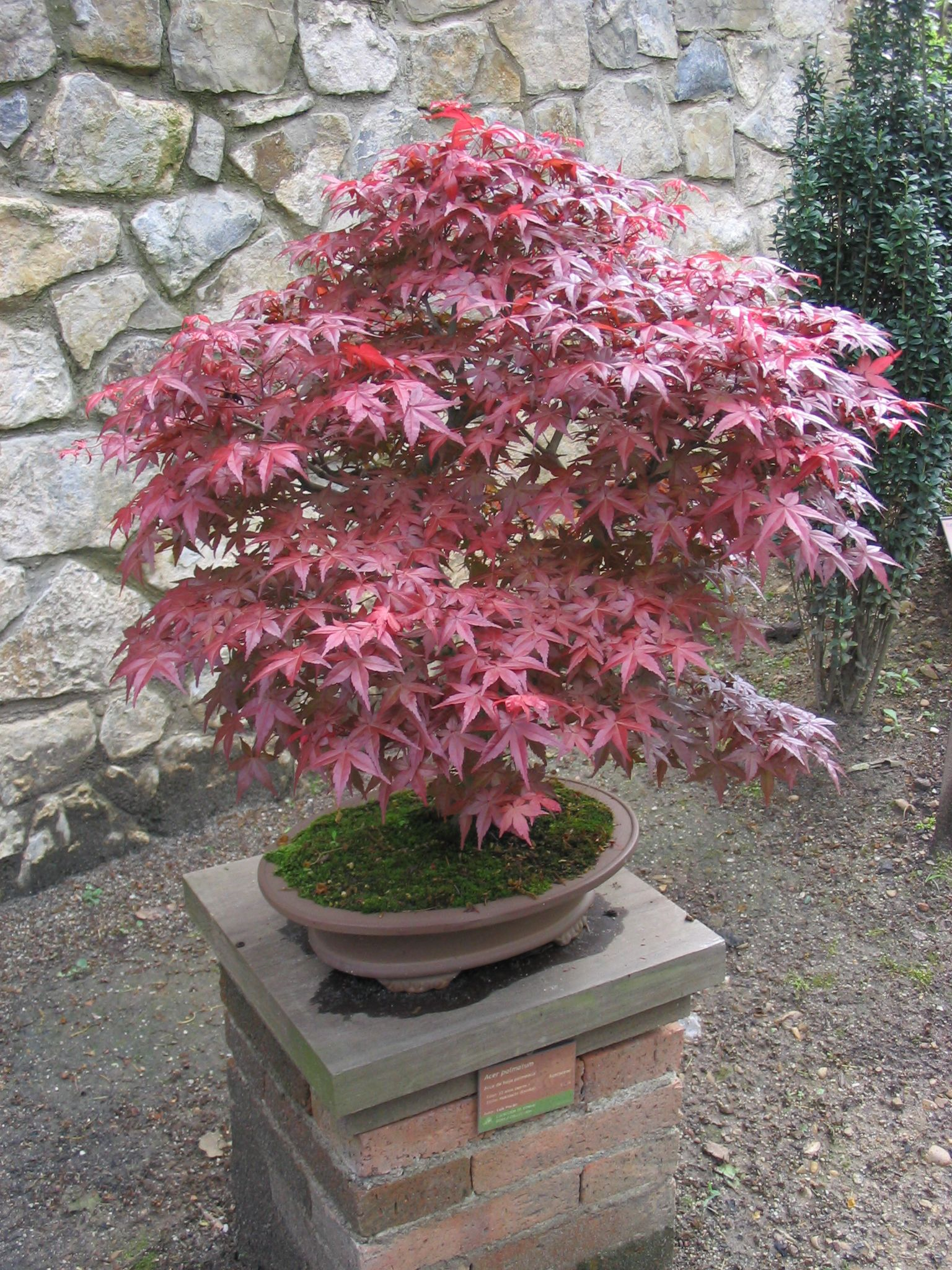
Красный сорт A. palmatum, использованный для бонсай
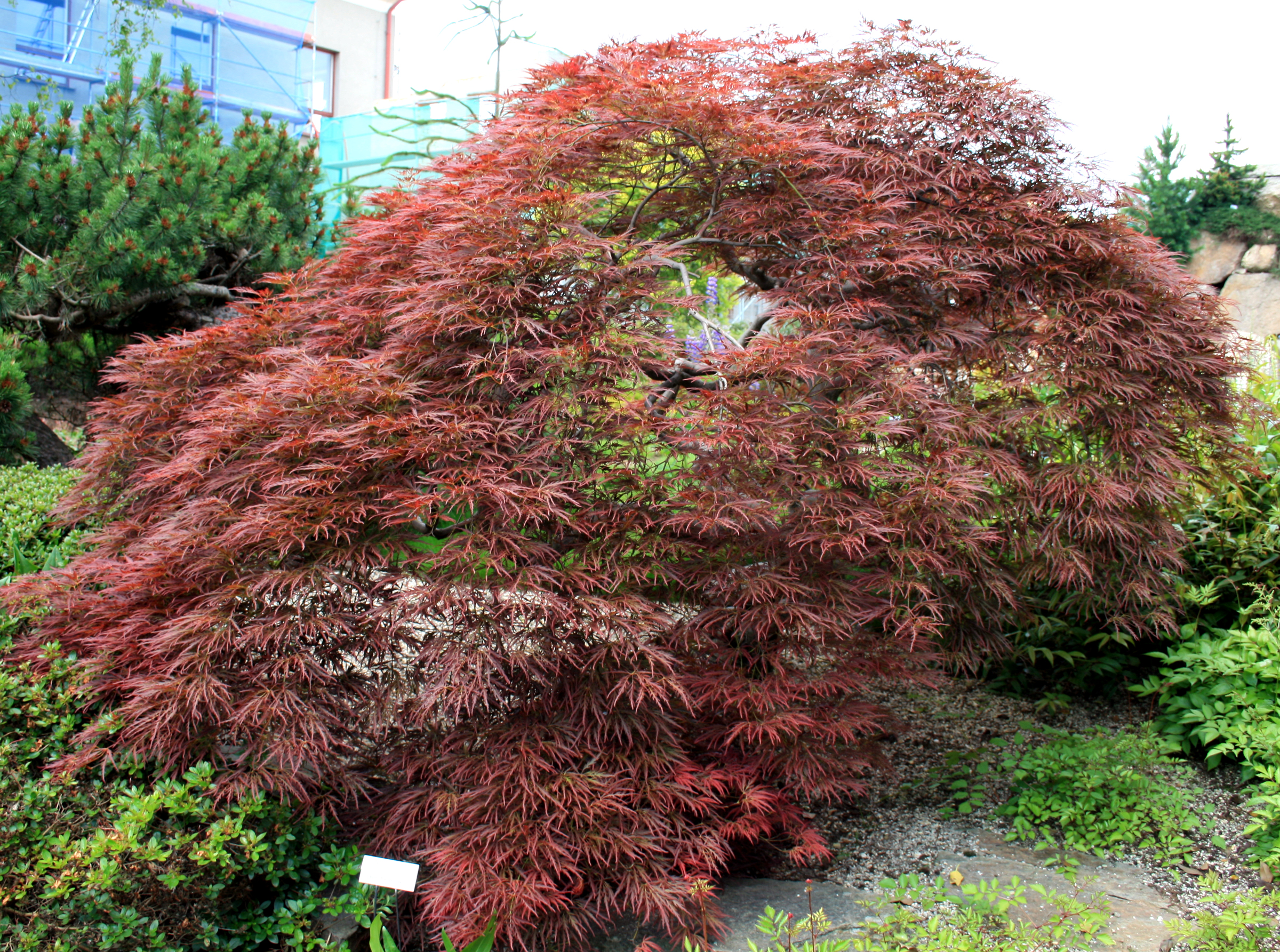
Varieta ornatum, bot. garden Liberec